# Pedro Malta
Pedro Francisco Barbosa Malta (Recife, 8 de abril de 1994) es un actor brasileño.

## Carrera
Comenzó la carrera aún niño, interpretando Felipe de Corazón de Estudiante. Actuó en otras novelas de la Red Globo los años siguientes, pero en 2005 hizo una novela de la Record: “Prueba de Amor”, donde interpretó dos hermanos gemelos. Su último trabajo fue en Vidas en Juego, como Marcolino. También participó de películas, donde contracenou con Renato Aragão, Xuxa y otros famosos.
En 2017 vuelta para las novelas en El rico y Lázaro.

## Filmografía

### Televisión
| Año  | Título                            | Personaje                                    |
| ---- | --------------------------------- | -------------------------------------------- |
| 2002 | Brava Gente                       | Neto                                         |
| 2002 | Corazón de Estudiante             | Felipe Mendes Feitosa (Lipe)                 |
| 2003 | La Casa de las Siete Mujeres      | Marco Antônio (niño)                         |
| 2003 | Kubanacan                         | Gabriel Ortiz Maroto                         |
| 2004 | Comenzar de Nuevo                 | Pepê Gautama Silveira                        |
| 2005 | Prueba de Amor                    | Eduardo Martins Pena Marino (Dudu)           |
| 2005 | Prueba de Amor                    | João Ricardo Martins Pena Marino (Joãozinho) |
| 2006 | Vidas Opuestas                    | Felipe Nogueira                              |
| 2007 | Caminos del Corazón               | Eugênio Menezes Figueira (Gêninho)           |
| 2008 | Los Mutantes: Caminos del Corazón | Eugênio Menezes Figueira (Gêninho)           |
| 2009 | Mutantes: Promesas de Amor        | Eugênio Menezes Figueira (Gêninho)           |
| 2011 | Vidas en Juego                    | Marcolino Pereira Moraes                     |
| 2017 | El rico y Lázaro                  | Tamuz                                        |

### Cine
| Año  | Título                                      | Personaje | Notas             |
| ---- | ------------------------------------------- | --------- | ----------------- |
| 2003 | Un perro de otro mundo                      | Owen      | Doblaje brasileña |
| 2004 | Didi Quer Ser Criança                       | Filipinho |                   |
| 2005 | Xuxinha e Guto contra os Monstros do Espaço | Juliano   |                   |
| 2005 | Arraiada                                    | Filipe    | Cortometraje      |
| 2005 | O Farol de Santo Agostinho                  | João      | Cortometraje      |